# Platysenta indigens
Platysenta indigens là một loài bướm đêm trong họ Noctuidae.